# Armalausi
Gli Armalausi furono un'oscura tribù germanica, apparsa tra Alemanni e Marcomanni sulla Tavola Peutingeriana (III o IV secolo). Potrebbe trattarsi di una tribù degli Ermunduri. Philippus Brietius (1650) li posiziona nell'Alto Palatinato. Sembrano aver attraversato il Danubio e rimpiazzato i Varisci nel II o III secolo, fondendosi con gli Alemanni durante il IV secolo.

## Fonti
- Tavola Peutingeriana -  par IV.
- Philippus Brietius,  Imperium Romanum (JPG) (archiviato dall'url originale il 4 marzo 2016), 1650
- Lexicon Universale -  336, 1698